# 竹山裕子
竹山 裕子（たけやま ゆうこ、1991年9月30日 - ）は、埼玉県出身の元女子サッカー選手。ポジションはディフェンダー、ミッドフィールダー。

## 来歴

### クラブ
2010年に浦和レッズ・レディースのアカデミーからトップチームに加入。4年間在籍し、リーグ戦34試合に出場した。2014にASエルフェン埼玉に移籍。

### 代表
2008年10月、U-17女子ワールドカップに臨むU-17日本代表に選出された。大会では準々決勝を含む3試合にフル出場し、日本はベスト8となった。
2010年7月、U-20女子ワールドカップに臨むU-20日本代表に、怪我で不参加となった選手に代わり招集された。グループステージ最終戦のイングランド戦の終了間際に途中出場したが、日本はグループステージ敗退となった。
また、浦和レッズ・レディースでプレーしながら、埼玉大学に進学しており、2011年と2013年夏季ユニバーシアードの日本代表に選出された。

## 代表歴
- U-17日本代表
  - 2008 FIFA U-17女子ワールドカップ; ベスト8（3試合出場）
- U-20日本代表
  - 2010 FIFA U-20女子ワールドカップ; グループステージ敗退（1試合出場）
- ユニバーシアード日本代表
  - 2011年夏季ユニバーシアード; 準優勝
  - 2013年夏季ユニバーシアード; 5位